# ダブルスターハウス
ダブルスターハウスとは、日本住宅公団大阪支所において建設されたポイントハウスのことである。

## 概要
昭和30年代、日本住宅公団の支所の中には全国単位で建設されたスターハウスの他に、独自の設計のポイントハウスを建設していたところも存在し、ダブルスターハウスは大阪支所独自のポイントハウスとして建設された。これは、上空から見るとスターハウスを2つ連接した形状をしていると言う独特の形状をしている。
合計で4団地に建設され、2020年現在では、元々の東長居第二団地に民間へと委譲されたダブルスターハウス1棟が現存し、入居可能な状態である。

## 導入された団地
- 公団十条団地（1957年竣工）
- 公団関目第二団地（上に同じ）
- 公団久保団地（上に同じ）
- 公団東長居第二団地（1958年竣工）